# Kiskorú
A polgári jogban kiskorú alatt olyan személyt értünk, aki a 18. életévét még nem töltötte be, kivéve, ha 16 és 18 éves kora között házasságot kötött, mert ekkor a házasság megkötésével a nagykorúság bekövetkezik.
Ha a házasság a 18. életévet megelőzően megszűnik, ez nem jár a nagykorúság magánjogi értelemben vett megszűnésével.
Ez alól a szabály alól csak egy kivétel van: ha a bíróság
- a házasságot a cselekvőképesség hiánya, vagy
- a kiskorúság miatt szükséges gyámhatósági engedély hiánya miatt nyilvánította érvénytelennek,

akkor az adott személy elveszíti a házasság révén szerzett cselekvőképességét.
A házassággal megszerzett nagykorúság csak magánjogi cselekvőképességre vonatkozik. Más törvényekben a kiskorúakra való szabályok maradnak érvényben.
Korlátozottan cselekvőképes az a kiskorú, aki elmúlt 14 éves, és nem cselekvőképtelen.

## Külső hivatkozások
- net.jogtar.hu/ptk 1959. évi IV. törvény a Polgári Törvénykönyvről (hatályos)
- magyarkozlony.hu 2009. évi CXX. törvény a Polgári Törvénykönyvről (nem lépett hatályba)